# Aterogenní index plazmy
Aterogenní index plazmy (AIP) je moderní biomarker aterogenních onemocnění, který se používá k předpovědi rizika aterosklerózy, kardiovaskulárních onemocnění a k vyšetření dalších normálních i patogenních procesů. Byl prokázán vztah mezi AIP a věkem, pohlavím nebo onemocněními, jako je diabetes 2. typu, hypertenze, obezita aj. V praxi může být AIP vypočítán z rutinního lipidního profilu za pomoci AIP kalkulátoru.
AIP se neopírá pouze o poměr rizikových triglyceridů a protektivních HDL-cholesterolů, které jsou podkladem pro metabolickou rovnováhu, ale také reflektuje složení lipoproteinů plazmy, jejich aterogenní potenciál a metabolickou aktivitu enzymu LCAT (Lecithin cholesterol acyltransferázy). Využívá poznatků, že rodiny lipoproteinů přenášejících cholesterol a lipidy jsou složeny z různě velkých subpopulací. Velikost subpopulací je indikátor aterogenního rizika nové generace, který je přesnější než klasické biochemické indikátory. Tyto subpopulace se liší aterogenní kapacitou: v LDL jsou malé denzní d-LDL výrazně aterogenní, ve VLDL to jsou naopak velké částice. Velké subpopulace HDL mají protektivní hodnotu, zatímco malé subpopulace jsou aterogenní.  AIP je statisticky vysoce závislý na aktuálním obsahu rizikových a nerizikových subpopulací HDL, LDL a VLDL.
Stratifikace AIP do tří rizikových skupin je založena na řadě studií u dětí, normálních osob, pacientů s rizikovým onemocněním, pacientů po terapii a dalších. Jsou to kategorie nízkého (<0,10), středního (0,10-0,21) a zvýšeného (>0,21) aterogenního rizika. Např. novorozenci, děti, zdravé ženy před menopauzou mají hodnoty AIP pod 0,1 (většinou jde o záporné hodnoty), hodnoty mužů jsou vyšší než žen a u rizikových nemocí sahají do nejvyšší kategorie rizika.
Pro zjednodušení výpočtu AIP byl zaveden AIP kalkulátor, který rozděluje vyšetřované subjekty do tří rizikových kategorií. Kalkulátor umožňuje přepočet váhové koncentrace triglyceridů a HDL-cholesterolu (mg/dL) na molární koncentraci (mmol/L), aby se předešlo nesprávnému výpočtu rizika.